# آکاسیای ورتیکیلاتا
آکاسیا ورتیکیلاتا (نام علمی: Acacia verticillata) نام یک گونه از سرده آکاسیا است.